# WrestleMania XI
WrestleMania XI was een pay-per-viewevenement in het professioneel worstelen dat geproduceerd werd door de World Wrestling Federation. Dit evenement was de 11e editie van WrestleMania en vond plaats in het Hartford Civic Center in Hartford (Connecticut) op 2 april 1995.

## Matchen
| Nr.                                                                          | Match | Winnaar(s)                                                      |
| ---------------------------------------------------------------------------- | --- | --------------------------------------------------------------- |
| 1                                                                            | The Allied Powers (Lex Luger & The British Bulldog) vs. The Blu Brothers (Jacob & Eli) (met Uncle Zebekiah) in een tag team match                 | The Allied Powers                                               |
| 2                                                                            | Jeff Jarrett (c) (met The Roadie) vs. Razor Ramon (met 1-2-3- Kid) in een één-op-één match voor het WWF Intercontinental Championship             | Razor Ramon; diskwalificatie van Jarrett (die de titel behield) |
| 3                                                                            | King Kong Bundy (met Ted DiBiase) vs. The Undertaker (met Paul Bearer) in een één-op-één match met Larry Young (als speciale gast scheidsrechter) | The Undertaker                                                  |
| 4                                                                            | The Smoking Gunns (c) (Billy & Bart) (c) vs. Owen Hart en Yokozuna in een tag team match voor het WWF Tag Team Championship                       | Owen Hart en Yokozuna (nc)                                      |
| 5                                                                            | Bob Backlund vs. Bret Hart in een "I Quit" match met Roddy Piper (als speciale gast scheidsrechter)                                               | Bret Hart                                                       |
| 6                                                                            | Diesel (c) (met Pamela Anderson) vs. Shawn Michaels (met Sid & Jenny McCarthy) in een één-op-één match voor het WWF Championship                  | Yokozuna (c); diskwalificatie van Luger                         |
| 7                                                                            | Lawrence Taylor vs. Bam Bam Bigelow (met Ted DiBiase) in een één-op-één match                                                                     | Lawrence Taylor                                                 |
| (c) huidige kampioen voor en na de match \| (nc) nieuwe kampioen na de match | |                                                                 |